# 인나 데리글라조바
인나 바실리예브나 데리글라조바(러시아어: И́нна Васи́льевна Деригла́зова, 러시아어 발음: [ˈinːə vɐˈsʲilʲɪ̯ɪvnə dʲɪrʲɪˈɡɫazəvə], 1990년 3월 10일~)는 러시아의 펜싱 선수로 주 종목은 플뢰레이다. 2012년 하계 올림픽에서 그녀는 여자 플뢰레 개인전과 단체전에 출전하였다. 그녀는 개인전의 32강에서 프랑스의 이사오라 티뷔에게 8-15로 패하며 탈락하였다. 단체전에서는 은메달을 획득하였다.

## 개인사
2008년에 니콜라이 라스포포프와 결혼하였고 슬하에 딸 디아나가 있다.